# Кусла
Кусла — река в Томской области России, правый приток Куйлы. Устье находится в 12 км от устья Куйлы по правому берегу. Длина реки составляет 12 км. Высота устья 123 м.
На берегах реки располагаются деревни Перовка и Подломск.

## Данные водного реестра
По данным государственного водного реестра России относится к Верхнеобскому бассейновому округу, водохозяйственный участок реки — Чулым от в/п с. Зырянское до устья, речной подбассейн реки — Чулым. Речной бассейн реки — (Верхняя) Обь до впадения Иртыша.
Код водного объекта — 13010400312115200021100.